# Arne Lösekann
Arne Lösekann (* 26. Juni 1977 in Hamburg-Rissen) ist ein deutscher Konzept- und Installationskünstler und Architekt.

## Werdegang
Lösekann war am Johann-Rist-Gymnasium Schüler von Ingeborg Hansen. Zwei Jahre nach seinem Abitur und nach Abschluss des Zivildienstes reiste Arne Lösekann 1998 mit dem Fahrrad und der Fotokamera nach Südamerika. Sechs Monate lang durchquerte er Chile, Argentinien, Bolivien und Peru. Nach seiner Rückkehr begann er im Oktober 1998 an der Technischen Universität Hamburg-Harburg Bauingenieurswesen und Umwelttechnik zu studieren. Parallel zum Studium nahm der Autodidakt an Ausstellungen teil. 2000 wechselte er in den Studiengang Architektur an der HAW Hamburg und arbeitet seit 2004 freiberuflich im Bereich Architektur und 3D Modeling. Von September 2005 bis Februar 2006 folgte  eine Studienreise  mit dem Fahrrad nach Indien. Ausgerüstet mit der Fotokamera machte er sich auf die Suche nach urbanen Zwischenräumen und ihren Bewohnern. Im Mai 2006 realisierte er mit "intermedial" seine Diplomarbeit in Form einer Performance in Mumbai (Indien) und Hamburg. Im selben Jahr erhielt er seinen Abschluss als Architekt. 2007 gründete er gemeinsam mit Anna Goldmund die Produzentengalerie   xpon-art gallery. 2009 hatte er seine erste internationale Einzelausstellung "indian reflex" in Jaipur (Indien). Im August 2014 wurde er in den Berufsverband Bildender Künstler Hamburg aufgenommen. 2015 erhielt er den Kulturpreis des Kreises Pinneberg. 2016 folgten erste museale Ausstellungen sowie die Realisierung eines "Kunst am Bau-Projektes".

## Künstlerisches Wirken
Der Schwerpunkt von Arne Lösekanns Wirken sind konzeptionelle Arbeiten, vorwiegend Installationen, die zwar global gedacht, aber immer auch mit seiner Heimat verwoben sind.
Viele seiner Werke handeln vom Reisen, vom Unterwegs sein und vom temporären Vertäuen im Heimathafen. Der Künstler hat in seinem Leben bereits unzählige Grenzen überschritten, er bereiste Südamerika, Indien, China, Russland und die USA. Das Gesehene und erlebte reflektiert er in seinen Arbeiten.
Neben dem Thema des Menschen im Transit und kulturellen Gemeinsamkeiten und Unterschieden sind es häufig gesellschaftskritische Inhalte, welche den Werken zugrunde liegen. Die Anonymität der Großstadt, der menschliche Narzissmus, Klischees und die sich aus ihnen ergebenden Zwänge, moderne Utopien. Oftmals geht es jedoch auch um weit intimere Ideen wie die Selbstsuche beim Erwachsenwerden, Geschwisterliebe oder die ewigen Selbstzweifel. Lösekanns Œuvre weist eine inhaltliche Spannbreite auf, die im Umfang sein grenzüberschreitendes Denken widerspiegelt.
Das Markenzeiche des Künstlers ist die sich wie ein roter Faden durch sein Werk ziehende Farbe Weiß. In seiner Kunst beraubt er die Dinge, die er in Szene setzt, häufig ihrer Farbigkeit, indem er sie in ein gleichmäßiges kühles Weiß taucht. Damit löst er das Auge des Betrachters aus den standardisierten Sehgewohnheiten und entführt ihn in eine surreale Welt zwischen Schönheit und grausamer Realität, die neue Denkhorizonte eröffnet.

## Auszeichnungen
- 2015: Kulturpreis des Kreises Pinneberg

## Ausstellungen (Auswahl)
- 2010: Stadtruhen im Rahmen von StadtgARTen, Vogelfrei 10, Darmstadt.
- 2013: reflex – ein räumliches West/East Opus, Westwerk, Hamburg.
- 2014: anMUT_erstarren, Neue Galerie, Essen.
- 2014: POSITION. Fabrik der Künste, Hamburg.
- 2016: Ich. Norddeutsche Selbstbildnisse aus 100 Jahren. Kunsthaus Stade, Stade.
- 2016: Ich. Norddeutsche Selbstbildnisse aus 100 Jahren. Wenzel-Hablik-Museum, Itzehoe.
- 2016: Wedeler Künstler. Ernst Barlach Museum Wedel.